# 余端礼墓
余端礼墓，位于中华人民共和国浙江省衢州市龙游县溪口镇，是浙江省省级文物保护单位之一，是“南宋名宰”余端礼的墓。
1997年浙江省文物考古研究所发掘；2017年1月13日，余端礼墓被列入第七批浙江省文物保护单位，该文物保护单位是一座古墓葬。
出土《余端礼圹志》，高107、宽80厘米，文25行，满行36字，由余端礼弟端诚撰文。而其墓志铭，又见杨万里《诚斋集》卷一二四《宋故少保左丞相观文殿大学士赠少师郇国余公墓铭》。